# Кутепов, Андрей Викторович
Андрей Викторович Кутепов (род. 6 апреля 1971) — сенатор Российской Федерации, представитель от законодательного органа государственной власти Санкт-Петербурга, председатель Комитета Совета Федерации по экономической политике. Член Президиума Генерального совета партии «Единая Россия».
С 9 марта 2022 года находится под персональными санкциями ЕС.
Из-за нарушения территориальной целостности и независимости Украины во время российско-украинской войны находится под персональными международными санкциями всех стран Европейского союза, Великобритании, США, Канады, Швейцарии, Австралии, Украины, Новой Зеландии.

## Образование
- 2002 — Санкт-Петербургский институт внешнеэкономических связей, экономики и права, менеджер[источник не указан 966 дней]
- 2007 — Северо-Западная академия государственной службы, юрист[источник не указан 966 дней]
- 2015 — Дипломатическая академия Министерства иностранных дел Российской Федерации, магистр[источник не указан 966 дней]

## Трудовая деятельность
- 1990—1991  — мастер участка завода «Электросила».
- 1991—1997  — административная работа в коммерческих структурах (ИЧП Спрут, ТОО Ксюша).
- 1997—2001  — директор детского кинотеатра «Маяк».
- 2001—2003  — помощник директора, заместитель директора ФГУП «Дирекция по строительству и реконструкции объектов в Северо-Западном федеральном округе» Управления делами Президента Российской Федерации.
- 2003—2009  — советник, ведущий советник группы по обеспечению деятельности заместителя Управляющего делами Президента Российской Федерации в Санкт-Петербурге Управления делами Президента Российской Федерации.
- 2009—2011  — Правительство Санкт-Петербурга, глава администрации Приморского района.
- 2012—2016 — заместитель Руководителя Аппарата Совета Федерации Федерального Собрания Российской Федерации — начальник Управления делами.
- 2016 год — настоящее время — сенатор РФ от Законодательного собрания Санкт-Петербурга в Совете Федерации России.
- 2017—2019 гг. — председатель Комитета Совета Федерации по Регламенту и организации парламентской деятельности[3].
- С 29 мая 2019 года возглавляет Комитет Совета Федерации по экономической политике[4][5].

## Международные санкции
Из-за нарушения территориальной целостности и независимости Украины во время российско-украинской войны находится под персональными международными санкциями разных стран. С 9 марта 2022 года был включен в санкционный список всех стран Европейского союза так как он голосовал за ратификацию договоров о дружбе с самопровозглашёнными ЛНР и ДНР. С 15 марта 2022 года находится под санкциями Великобритании. С 16 марта 2022 года под санкциями Швейцарии. С 23 марта 2022 года находится под санкциями Канады за «содействие в нарушения суверенитета и территориальной целостности Украины». С 21 апреля 2022 года находится под санкциями Австралии. С 3 мая 2022 года находится под санкциями Новой Зеландии. Указом президента Украины с 7 сентября 2022 года находится под санкциями Украины. С 30 сентября 2022 года находится под санкциями Соединенных Штатов Америки «за аннексию Путиным регионов Украины» и одобрения закона о фейках.

## Хобби, интересы
Увлекается командными видами спорта, среди них особенно выделяет футбол и хоккей.

## Cемья
Женат. Трое детей.

## Государственные награды
- медаль ордена «За заслуги перед Отечеством» II степени (25 декабря 2014 года) — за достигнутые трудовые успехи, многолетнюю добросовестную работу и активную общественную деятельность[16][источник не указан 966 дней]
- 2019 г. — орден Почёта (Россия)[источник не указан 966 дней]
- Юбилейная медаль «МПА СНГ. 25 лет» (29 ноября 2018 года, Межпарламентская ассамблея СНГ) — за заслуги в деле развития и укрепления парламентаризма, за вклад в развитие и совершенствование правовых основ функционирования Содружества Независимых Государств, укрепление международных связей и межпарламентского сотрудничества[17].
- Почётная грамота Совета МПА СНГ (19 мая 2016 года, Межпарламентская ассамблея СНГ) — за активное участие в деятельности Межпарламентской Ассамблеи и её органов, вклад в укрепление дружбы между народами государств — участников Содружества Независимых Государств[18]

## Скандалы
16 июня 2020 года выступил с законодательной инициативой о сокращении новогодних каникул в 2021 году из-за сокращения количества рабочих дней в 2020 году в связи с пандемией. Как заявлено в пояснительной записке к законопроекту, эта мера вводится якобы «в целях компенсации количества вынужденных нерабочих дней для поддержания экономики предприятий и организаций».